# يدينكاتشو تيسيما
يدينكاتشو تيسيما ( بالأمهرية : ይድነቃቸው ተሠማ؛ 11 سبتمبر 1921 - 19 أغسطس 1987) كان لاعب كرة قدم إثيوبي محترف لعب كمهاجم .

## مسيرته الكروية
لعب لمدرسته لمدة خمس سنوات، ولفريق كرة القدم الإثيوبي الأول، نادي سانت جورج ، لمدة 27 عاما. لعب 27 مرة في المسابقات الدولية. أثناء الفصل العنصري في كرة القدم أثناء الاحتلال الإيطالي لإثيوبيا ، قام يدنكاتشو بترجمة قواعد كرة القدم إلى اللغة الأمهرية لمكتب الرياضة المحلية. وفي العام التالي لانتهاء الاحتلال، قاد يدنكاتشو عملية إنشاء اتحاد رياضي رسمي.
 
كان تيسيما أحد الأعضاء المؤسسين للاتحاد الأفريقي لكرة القدم  (كاف) في أواخر الخمسينيات. شغل منصب نائب رئيس الكاف بين عامي 1964 و1972 ورئيسًا بين عامي 1972 و1987. وكان أيضًا عضوًا في المؤتمر الرياضي الأفريقي، واللجنة الأولمبية الدولية،  والفيفا ورئيس اللجنة الأولمبية الأفريقية.

## روابط خارجية
- يدينكاتشو, نعي على موقع نادي سانت جورج
- حكايات أراد مقال بقلم يدينكاشيو تيسيما